# Nikołaj Worobjow
Nikołaj Worobjow (ros. Николай Воробьёв; ur. 22 października 1974) – rosyjski kulturysta. Mistrz Rosji oraz dwukrotny mistrz świata w kulturystyce.

## Życiorys
Jego miastem rodzinnym jest Engels, położone w obwodzie saratowskim.
W grudniu 2012 roku brał udział w Mistrzostwach Świata w Kulturystyce federacji WFF/WBBF, które rozegrano na Słowacji. Wywalczył dwa złote medale: w kategorii "extreme" oraz w kategorii ogólnej w fitnessie. Rok później startował w Pucharze Świata Pro Muscle WFF/WBBF, gdzie uhonorowano go złotem w tych samych kategoriach. Jesienią 2014 podczas Mistrzostw Rosji federacji WFF dwukrotnie zajmował pierwsze miejsce na podium: w kategorii "extreme" oraz w kategorii generalnej w fitnessie. Ma 180 cm wzrostu, waży około 110–115 kg. Obwód jego bicepsa wynosi 59 cm.
Mieszka w Saratowie. Żonaty ze Swietłaną Worobjową. Ma dwoje dzieci: córkę Nataszę (ur. 1994) oraz syna Maksimiliana (ur. 2002).